# Denis Arndt
Pour les articles homonymes, voir Arndt.
Denis Arndt est un acteur américain né le 23 février 1939 à Issaquah (État de Washington) et mort le 25 mars 2025 à Ashland (Oregon). Il est surtout connu pour son rôle principal d'Alex Priest dans la pièce Heisenberg pour laquelle il obtient une nomination au Tony Award 2017 du meilleur acteur dans une pièce.

## Biographie
Denis Arndt a servi pendant la guerre du Vietnam comme pilote d'hélicoptère dans l'armée américaine , ce qui lui a valu une Purple Heart et une Commendation Medal. Après la guerre, ilt a piloté des hélicoptères en Alaska pendant plusieurs années avant d'obtenir un diplôme à l'université de Washington. Il a rejoint l'Oregon Shakespeare Festival à Ashland en Oregon, où il a joué pendant 15 saisons et a été membre fondateur de l'Intiman Theatre de Seattle. 
Après que Kenneth Welsh ait quitté les répétitions de la pièce Heisenberg, Denis Arndt a été choisi et a rejoint la production du Manhattan Theater Club, qui a ouvert ses portes le 3 juin 2015. La production a été déplacée au Samuel J. Friedman Theatre de Broadway le 13 octobre 2016. 
Denis Arndt a également fait des apparitions dans plusieurs séries télévisées, dont The Good Fight, Grey's Anatomy, Supernatural et Vanished. Il a tenu un rôle régulier dans Annie McGuire et des rôles récurrents dans Picket Fences et La Loi de Los Angeles. Il a également joué dans des films comme Basic Instinct et Le Patchwork de la vie.
Denis Arndt meurt le 25 mars 2025 à l'âge de 86 ans, à Ashland (Oregon).

## Filmographie
- 1974 : The Magical World of Disney
- 1988 : Distant Thunder de Rick Rosenthal
- 1990 : Columbo :  Votez pour moi (Columbo:Agenda for Murder) (TV) : Paul Mackey
- 1992 : Basic Instinct de Paul Verhoeven : Lieutenant Philip Walker
- 1996 : La Bête (The Beast) de Jeff Bleckner (TV)  : Osborne Manning
- 1997 : Le Flic de San Francisco de Thomas Carter : le capitaine Frank Solis
- 1997 : Astéroïde (TV) de Bradford May : le président
- 1997 : Au-delà des rêves (NightScream) (TV) de Noel Nosseck : Ray Ordwell Sr.
- 2002 : Un seul deviendra invincible de Walter Hill : Warden Dick Lipscom
- 2003 : SWAT : Unité d'élite de Clark Johnson : le sergent Howard
- 2004 : Anacondas: The Hunt for the Blood Orchid
- 2004 : Sniper 3
- 2006 : Behind Enemy Lines II: Axis of Evil
- 2006 : Bandidas
- 2014 : Dolphin Tale 2
- 2018 : Mr. Mercedes